# 4 Words (To Choke Upon)
4 Words (To Choke Upon) (en español: «Cuatro palabras (para asfixiar)») es una canción del grupo galés de heavy metal Bullet For My Valentine. Se trató del primer sencillo de la banda, y fue incluido en el EP Hand of Blood y posteriormente en el álbum debut The Poison.

## Significado
La canción fue escrita con el propósito de mostrar cuáles fueron las situaciones por las que el grupo debió pasar en sus inicios (bajo el nombre de Jeff Killed John), donde eran criticados por la gente, que alegaba que el grupo jamás conseguiría firmar con una compañía discográfica.
El final del estribillo contiene los versos "4 words to choke upon / Look at me now" ("4 palabras para asfixiar / Mírame ahora"), en donde el grupo enfrenta de forma burlona a aquellos que los criticaban en el principio, haciendo referencia a lo lejos que habían llegado (el grupo en ese momento se encontraba grabando su primer álbum debut, titulado The Poison, que contendría este single).

## Video musical
El video muestra a la banda interpretando la canción en un escenario, ante cientos de personas que han ido a verlos. Las imágenes del mismo están en blanco y negro.

## Créditos
- Matthew Tuck - primera voz, guitarra rítmica
- Michael Paget - guitarra líder, coros
- Jason James - bajo, segunda voz
- Michael Thomas - batería, percusión

- Datos: Q548093